# Ужгин, Семён Семёнович
Семён Семёнович Ужгин (1 сентября 1883, Катайское, Пермская губерния — 1956, Алма-Ата) — революционер, писатель, журналист, публицист. Один из создателей Кустанайской социал-демократической организации. Выпустил прокламацию «Слово о событиях в Карабалыке». Один из пионеров кустанайской журналистики.

## Биография
Родился 1 сентября 1883 года (в автобиографии 1882 год) в крестьянской семье в селе Катайском Катайской волости Камышловского уезда Пермской губернии, ныне город Катайск — административный центр Катайского муниципального округа Курганской области. Отец был по профессии плотник, мать стирала на богатых белье. В поисках заработка семья постоянно переезжала по заводским поселениям (Миасс, Кочкарь и др.). В 9 лет Семён и его сестра остались без матери.
С 10 лет батрачил у кулаков.
В 1893 году Ужгины переехали в Кустанай, к родственникам второй жены отца. Не поладив с мачехой, уехал в посёлок Боровское Кустанайского уезда к дяде, где продолжил учёбу в волостной школе. Как одного из лучших учеников его отправили учиться в Боровское 2-классное реальное русско-киргизское училище а затем, за казённый счёт в Омскую учительскую семинарию.
В 1902 году стал активным участником организованного учащимися нелегального кружка «Молодых Искровцев». Вскоре был лишён стипендии за стихи, критиковавшие порядки в царской России. Устроился грузчиком, но из-за нехватки денег был вынужден оставить учёбу — в 1904 году вернулся в Кустанай. До осени 1905  года занимался письмоводительством в присутственных местах, а с этого времени, после манифеста 17 октября 1905 года, службу оставил, занявшись писанием корреспонденций в духе «освободительного движения» в газету левого направления — «Уральская жизнь», революционную — «Оренбургский край», «Голос Приуралья» и т. п. Тайно занимался распространением между жителями Кустаная и Кустанайского уезда революционной пропаганды. На всех митингах Ужгин был одним из самых главных ораторов в духе проповедования социал-демократической программы и порицания действий правительства, что доказывается отобранными у него при обыске бумагами.
В 1907 попытался открыть еженедельный литературный общественно-политический журнал, «Первый луч», однако не смог получить разрешения на это. За организацию митинга в знак протеста против разгона 2-й Думы Ужгин был 10 июня 1907 года арестован. Содержался в Кустанайской тюрьме, два года отбывал ссылку в Тюмени, где работал чернорабочим.
Досрочно освобожденный из ссылки (вместо 3 лет отбыл 2 года), Ужгин в 1909 году устроился сначала сотрудником газеты «Степь» в Троицке, а потом стал секретарем редакции и был им вплоть до закрытия газеты. 22 января 1912 года заявил тобольскому губернатору о принятии им на себя обязанности ответственного редактора «Курганского вестника». Свидетельство, разрешавшее ему заниматься редактированием «Курганского вестника», было оформлено 16 апреля 1912 г. Однако в должности редактора этого издания Ужгин пробыл недолго. Уже 15 мая 1912 года телеграммой в Тобольск А. И. Кочешев, в связи с отказом Ужгина, просил временно утвердить себя редактором собственной газеты.
Редактировал курганскую газету «Юг Тобола», выходившую с 1 (14) июля 1912. Это было прогрессивное и даже радикально-демократическое печатное издание. 6 сентября наблюдающий за повременными изданиями помощник исправника А. А. Радзивилл, сочтя, что статья «Через 100 лет» (о политических последствиях Бородинского сражения) «по своему содержанию заключает в себе признаки преступления», постановил: издателя И. Е. Рагозина, её автора, и редактора С. С. Ужгина «привлечь к ответственности по 2 и 6 пп. 129 ст. Уголовного уложения, а на № 23 от 29 августа (11 сентября) 1912 газеты «Юг Тобола», как содержащий в себе статью с признаками преступного деяния, предусмотренного вышеозначенным уголовным законом, наложить арест». Поднадзорный Ужгин вскоре выехал из Кургана в Петропавловск. Следователь расценил это как попытку скрыться из-под надзора полиции и 23 октября, в день задержания Ужгина в Петропавловске околоточным надзирателем г. Кургана Рясовым, изменил прежнюю меру пресечения на содержание под стражей. Доставленного в Курган Ужгина сначала поместили в каталажную камеру, а позднее перевели в Курганскую тюрьму.
13 ноября 1912 года Тобольский окружной суд, рассмотрев его прошение о замене содержания под стражей в Курганском тюремном замке «на имущественное поручительство, или денежный залог», удовлетворил его при условии «предоставления поручительства с денежной ответственностью в сумме тысячи (1000) рублей». 20 ноября резолюция суда была объявлена под роспись Ужгину в тюрьме. Его поручителями стали проживавшие в Кургане Михаил Тихонович Галямин и член Курганской группы РСДРП Георгий Васильевич Корсаков.
Судебное заседание по делу издателя Рагозина и редактора Ужгина состоялось в Кургане 19 января 1913 года на выездной сессии окружного суда. Дело слушалось «при закрытых дверях, с участием сословных представителей». Обвинение поддерживал товарищ прокурора Петрусевич. Со стороны обвиняемых сознания в предъявленных обвинениях не последовало. Суд принял их сторону и вынес оправдательный приговор, который в окончательной форме был объявлен 21 января. Со стороны обвинения 31 января была предпринята попытка опротестовать судебный приговор. Но 14 марта 1913 года Правительствующий Сенат оставил протест без рассмотрения «за силою 5 п. XVIII отд. именного высочайшего указа 21 февраля 1913 года». Данный указ принимался в связи с 300-летием Дома Романовых и обладал амнистирующим значением.
Ужгин перебрался в Петропавловск и обратился с ходатайством об утверждении его ответственным редактором газеты «Приишимье» к акмолинскому губернатору. Как редактор «Приишимья» он продолжил прежнюю идейно-политическую линию, проводившуюся им в «Юге Тобола», за что судебным приговором 14 сентября 1914 года был наказан штрафом в 150 руб. и арестом на полтора месяца.
В царской армии не служил, как освобожденный по пороку сердца. Вёл в Троицке подпольную пропаганду среди солдат против войны, за братание на фронте. Во время Февральской революции работал в качестве секретаря редакции журнала «Уральский кооператор» в городе Екатеринбурге.
В январе 1918 года был избран в первый Кустанайский уисполком комиссаром юстиции. В апреле 1918 года был председателем уездного Совета народных комиссаров. После захвата Кустаная белогвардейцами в июне 1918 года уехал в пос. Боровской, затем на Алтай, в город Барнаул, где работал инструктором кооперации. Вступил рядовым во 2-й горно-степной полк 6-й горно-стрелковой партизанской дивизии. Командир дивизии товарищ Архипов, из полка перевел его в штаб дивизии и назначил прокурором Ревтрибунала при дивизии. После объединения дивизии с частями Рабоче-крестьянской Красной Армии, дивизия была расформирована. Бюро РКП(б) в Барнауле направило его в Каменский уезд организовать вывоз хлеба и разоружения части партизан, не согласившихся подчиниться единому командованию Рабоче-крестьянской Красной Армии. После выполнения этого поручения был назначен председателем Алтайского губревтрибунала.
20 февраля 1920 года с разрешения партийного комитета выехал в Кустанайский уезд. Работал уполномоченным по продовольствию по Боровскому району, потом председателем уездного партийного комитета, заведующим губсовпартшколы, членом губкома. В 1921 году он стал редактором газеты «Степь» (первоначально открытой под названием «Советское строительство»). Он становится известен как писатель. В число его книг входят: написанное в соавторстве документальное повествование «Красные партизаны Кустаная», сборник рассказов «Степные были», незаконченный роман о гражданской войне «Дальний горизонт», основанный на реальных событиях, написанная совместно с Н. Фроловым, книга «Партизанское движение против Колчака».
В ноябре 1923 года был отозван в распоряжение ЦК ВКП(б), где работал инструктором в отделе печати, затем членом редколлегии «Крестьянской газеты», редактором «Крестьянского журнала», редактором «Крестьянской радиогазеты» под руководством Надежды Константиновны Крупской. 
В конце 1920-х — начале 1930-х годов работал в «Бедноте», «Сельскохозяйственной газете», издательствах «Сельколхозгиз», «Гизлегпром». Затем  работал в городе Кашире Московской области, где тяжело заболел на нервной почве и вынужден был уехать в город Абдулино Оренбургской области. С ноября 1934 года по 20 августа 1935 года работал в Абдулинской колхозной школе преподавателем обществоведения. Затем работал  в газете «Оренбургская коммуна», город Оренбург.
С 1935 года работал заведующим информационным отделом газеты «Степная коммуна» в городе Кустанае.
23 апреля 1938 года арестован УНКВД по Кустанайской области. Приговорён Верховным Судом Казахской ССР 14 сентября 1938 года по статьям 58-7, 58-11 УК РСФСР к 10 годам ИТЛ.
Находился под стражей по 31 мая 1941 года. Освобождён в связи с прекращением дела.
В последние годы жил и работал в Алма-Ате, в республиканском архивном управлении института истории и этнографии Академии наук Казахской ССР. Был членом Союза писателей Казахстана, персональным пенсионером республиканского значения.
Семён Семёнович Ужгин умер в 1956 году в городе Алма-Ате Алма-Атинской области Казахской ССР, ныне город республиканского значения Республики Казахстан.
Реабилитирован 15 июня 2000 года Прокуратурой Костанайской области.

## Сочинения
- Ужгин, С. С. Вожатый. — М.: Гос. изд. 1-я образцовая типо-лито. — С. 30. — 50 000 экз.[8]
- Ужгин, С. С. Письмо про мужиков бедных и попов вредных или Как отыскать секрет к урожаю. — Кустанай: тип. «Коммунар», 1923. — 15 с.[9]
- Ужгин, С. С. В тайгу. — М.—Л.: Гос. изд., 1925. — 64 с.[10]
- Ужгин, С. С. Гавря комсомолец и другие рассказы. — М.: Гос. изд., 1925. — 32 с.[11]
- Ужгин, С. С. Как Пахом поборол засуху. — М.: Гос. изд., 1925. — 28 с.[12]
- Ужгин, С. С. Комиссарша Авдотья—Дед Ануфрий—Приёмыш Любка. — М.—Л.: Гос. изд. 1-я образцовая типография, 1925. — 48 с.[13]
- Ужгин, С. С. Комиссарша Авдотья. — 2 изд.. — М.—Л.: Гос. изд. 1-я образцовая типография, 1925. — 48 с.[14]
- Ужгин, С. С. Громобой. Рассказ. — М.: Крестьянская газета, 1926. — 48 с.[15]
- Ужгин, С. С. Живая вода. — М.: Гос. изд. 1-я образцовая типография, 1927. — 8 с. — 50 000 экз.[16]
- Ужгин, С. С. Комиссарша Авдотья. — 3 изд.. — М.—Л.: Гос. изд. 1-я образцовая типография, 1927. — 48 с. — 40 000 экз.[17]
- Ужгин, С. С. Костры. — М.: Федерация объединений советских писателей, 1927. — 48 с. — 5000 экз.[18]
- Ужгин, С. С. Переймы. — М.: Всерос. о-во крест. писателей, 1927. — 15 с. — 10 000 экз.[19]
- Ужгин, С. С. Шурка Шахарева. — М.: Гос. изд. 1-я образцовая типография, 1927. — 15 с. — 70 000 экз.[20]
- Ужгин, С. С. Бабье счастье. — М.: Гос. изд. 1-я образцовая типография, 1928. — 8 с. — 70 000 экз.[21]
- Ужгин, С. С. Родная быль. — М.—Л.: Гос. изд. тип. «Красный пролетарий», 1928. — 32 с. — 20 000 экз.[22]
- Ужгин, С. С. Степные были. — Алма-Ата: Казгослитиздат, 1956. — 54 с. — 5000 экз.[23]
- Ужгин, С. С., Фролов Н. С. Партизанское движение против Колчака. — Алма-Ата: Казгосиздат, 1957. — С. 144. — 8000 экз.[24]